# 围棋术语
現代圍棋專門術語眾多，對初學者而言看懂這些詞彙可能是種障礙。
了解基本術語有助於初學者進一步學習。

## 基本术语
- 叫吃：當一個棋子只有一氣時，就叫做打吃。又稱為「叫吃」。
- 氣：在棋盤上與棋子緊緊相鄰的空交叉點，一個棋子的氣數不可能超過四氣，但相連的棋子則可能有四氣以上。在對方棋子的活路上落子緊迫，稱為「緊氣」。
- 提：無氣的棋子要被提子，拿離棋盤。提吃對方的棋子，稱為「提子」。
- 目：棋盤上，被一方棋子所围的空白交點，稱為「目」。
- 地：活棋所包圍的目數和活棋本身之總和，稱為「地」。
- 空：用棋子圍成的地域。
- 劫：双方可以轮流提取对方棋子的情况。围棋规则规定，打劫时，被提取的一方不能直接提回，必须在其他地方找劫材使对方应一手之后方可提回。2002年版《中国围棋规则》（页面存档备份，存于）的第6条和第20条规定禁止全局同形（再现），即着子后不得使对方重复面临曾出现过的局面。单劫是最简单的一种形式。[1]

## 位置
|  |               |  |               |  |
|  | File:Go m.svg |  |               |  |
|  |               |  |               |  |
|  |               |  | File:Go m.svg |  |
|  |               |  |               |  |

- 星位：位于棋盘上的黑点，以19路棋盤來說共有九個，謂之九星，位于正中央的星位称为「天元」(x)。
- 三三：盤角處第三線與第三線的交點(a)。
- 小目：盤角處第三線與第四線的交點(b)。
- 目外：盤角處第三線與第五線的交點(c)。
- 高目：盤角處第四線與第五線的交點(d)。
- 五五：盤角處第五線與第五線的交點(由於容易損失大量實地，甚少被使用(e)。
- 超高目：盤角處第四線與第六線的交點(m)。

## 与扩展空间相关的术语
- 长：左右兩邊方向连接是横向的，不论朝左还是朝右的连接都加长了原来的长度，因而叫“长”。另外，根據雙方棋子的分佈，也有其他稱呼：向己方已有的子連回叫「退」；在低位的長叫「爬」，緊貼著對方的棋，在本位上方的叫「壓」，在本位下方的叫“托”。
- 尖：在原有棋子的斜线上下一子的走法术语称“尖”，又称“小尖”。
- 立：上下连接方向是纵向的，术语称“立”，取“树立”的意思。另外，緊貼著對方的棋的立叫「貼」。
- 关：兩子相對，中空一路叫做「關」。關有單關、雙關。
- 跳：若隔一路，稱跳/一間跳。若隔二路，稱大跳／二間跳。
- 飞：分为“小飞”、“大飞”、“超大飞”以及“双飞”。小飞类似于象棋的马步，即从原有棋子向“日”字形的对角上下一子。大飞比小飞多一路下子，即走到“目”字形的对角上。大飞后再沿着对角往回小飞，称之为双飞。
- 象步：走到“田”字形的对角上。类似于中国象棋中的象。
- 拆：从原有棋子的同一条横线上，向左、右间隔着下子叫“拆”。中间隔一路是“拆一”，隔二路是“拆二”，以此类推。一般称在边上的为“拆”。

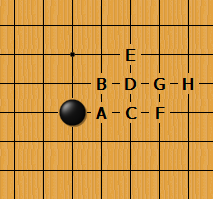
(A) 长、(B) 尖、(C) 跳／一间跳、(D) 小飞、(E) 象步、(F) 大跳／二间跳、(G) 大飞、(H) 超大飞

## 死活相关术语
- 眼：若干顆連接的棋子，包圍住一個以上的「目」的形態。眼有真假之別，在同一組連接棋子的當中，若能具有兩隻以上的「真眼」，那麼這組棋子即使被敵子包圍，也永遠不會被提掉。
- 点：入对方眼内行棋叫“点”，又叫「點眼」、「破眼」。
- 死活：一塊圍棋棋形是死是活的問題。
- 净活：轮对方下也无法杀死的棋形。
- 劫活：含有打劫的死活形，劫胜则活，劫败则死。
- 对杀：相邻的各自被包围且无法做活的两块棋，双方各自收紧对方的气，气多的一方可以杀死气少的一方。特殊情况有有眼杀无眼、大眼杀小眼。
- 双活：兩棋相圍，而皆不死不活。雙方棋子互相包圍，彼此都有顧忌，形成對峙之局，只好互不侵犯，謂之「雙活」，亦即雙方棋子均視為活棋。[2]

## 双方棋子接触时的术语
- ：从自己原有的棋子出发，向对方棋子的空隙冲去，叫“衝”。
- 挡：在对方向外冲出时，迎头堵住它的去路，阻止对方的棋子越过，稱為“挡”。
- 接：把两个不相连的棋子连接起来，稱為“接”。
- 断：把对方的棋子分割成两部分，稱為“断”。
- 跨：碰觸敵方小飛的一子，準備分斷對方的下法。
- 刺：瞄著對方陣地薄弱之處。與「覷」相通。
- 覷：可斷而不直接去斷，作出威脅的姿態。與「刺」相通。
- 挖：在形成单关（單關又稱為跳）的两个子中间下子。
- 虎：从原有的尖的棋形再向另一边对称的位置尖一着，称为“虎”。可以用来护断，因为对方的棋子若走在虎口处就会被提取。
- 碰：紧靠对方棋子的旁边下一子，叫“碰”。
- 夹：將對方的棋子夾在己方的兩顆棋子中間，稱為“夾”。
- 托：緊挨著對方棋子的下邊落子。
- 压：將對方棋子逼在低位，叫「壓」。
- 爬：“爬”的意思是指一方的棋子在对方的压迫下，沿着边上低位也就是一线或二线的位置上长。
- 顶：在對方棋子的正前方碰，稱為“頂”。
- 扳：在黑、白子互相貼近时，一方从斜角上向对方兜头下一子，以阻止对方的出路，称为“扳”。
- 掛：對星位、小目、高目、三三的獨子進行迫近的進攻，下在第四線叫高掛，第三線叫低掛。

## 其他

### 一字術語
- 征：，連續地叫吃，把對方棋子追逼到死胡同去的情形。
- 曲、彎、拐：使自己的子成曲形，并紧贴着对方棋子的下法。
- 镇：在對方棋子向中央跳的位置下子，限制對方的發展。
- 掛：又稱為「掛角」，是布局常用破壞對方完全占有角部而與對方分占角部的主要行棋方法。
- 并：即「平」。棋形同「長」，但一般不與對方棋子接觸。
- 双：即雙關；兩個並列的關。
- 挤：在對方棋子集中之處（多數為尖手的旁邊）下子，一般下一步可以斷。
- 拆：一般認為棋子下在棋盤的三線或四線上才會形成「拆」。在處在三線或四線上的原有棋子的左邊或右邊間隔一格以上之處，將另一顆棋子同樣下在三線或四線上，即為「拆」。「拆」的目的是希望己方棋子取得「拆」的兩顆棋子之間的領地，進而獲得安定。因此，「拆」除基於特定戰術（例如：引誘打入）外，一般考慮不讓對方輕易「打入」，因而產生了「拆二」、「立二拆三」等諺語。「拆」得太遠而顯然有被打入危險的下法，通常不被認為是「拆」。「拆」完剛好「夾」到對方棋子就稱為「拆兼夾」，由於既讓己方獲得安定，又讓對方受到攻擊，一著兩用，可能是好棋。
- 逼：盡量接近對方棋子，準備入侵對方陣地。
- 封：不直接去破壞對方棋子的通道，而是堅守對方棋子逃跑路線上的關卡，實施封鎖的手段。[2]
- 渡：或稱渡過，在棋盘的边线上（一般在三路以下），在对方的棋子底下放一子，使自己两部分棋子连接在一起，叫“渡”。
- 撲：是一種圍棋的牺牲打，故意奉送對方一子或兩子，藉以破坏对方眼位或者提回更多的敵子的手段。原理和「反提」相同，但不同的是「撲」是穩賺不賠的戰略運用。[2]
- 枷：一种不与对方棋子接触、但可以阻止对方棋子出逃的走法。
- 黏：將未連接的兩塊棋子連接成一塊。
- 立：上下連接方向是縱向的，術語稱「立」，取「樹立」的意思。

### 二字術語
- 熱子：剛提劫的子稱為「熱子」，須間隔一手始可提回熱子。
- 反提：當一方提掉對方棋子時，己方棋子立即也被叫吃，接著又被對方提掉但不是同型反覆的棋形。故不必間隔一手，可以直接提回。[2]
- 叫吃：「提子」前一手。在對方落下一手之前不趕快往外逃，就會被對方提吃的情況。
- 貼目：給白子的補償目數，以彌補黑子下第一手的優勢。沒有一致的成規目數，但常是在4.5至7.5目之間。貼子常不是一個整數以免和局。
- 締角：在角隅上建立陣地，以達有效防守角地的方法。
- 掛角：也稱為「掛」，是布局常用的行棋方法。妨礙對手圍攻角地，並伺機襲擊之。
- 征子：經由不斷叫吃，吃掉對方之子的手法。
- 引征：在征子前進的路線上做為救兵接應的棋子，稱為「引征」之子。
- 紧气：在吃对方子之前，减少对方气的数目。
- 追落：追殺對方的棋子至死地，就對方而言是「接不歸」，就己方立場就叫做「追落」。
- 隨手：指棋局中不加思考、隨手而下的壞棋。
- 俗手：幼稚的、似是而非的着手。俗手大多在无形中带来无偿的损失。俗手不同于恶手，恶手的性质严重，损失明显。但恶手的危害反而不如俗手来得大，因为恶手易于纠正；而俗手似是而非，不易觉察。
- 氣合：源自日文，意義接近中文「氣勢」、「氣魄」等。
- 手筋：跳脫一般行棋思維，能夠發揮高效率的一手棋。
- 授子：又稱為「讓子」，授子的目地在於平衡雙方棋力差距，初學圍棋的人，大都要從廿五子開始，逐漸減少授子數。
- 分先：又稱為「互先」，意謂棋力相當的兩人在對等的條件下較量棋藝，因此沒有授子的必要，分先一般採用猜子決定黑白，多戰制的比賽往往猜第一次後雙方輪流執黑先攻。
- 佈局：一盤棋剛開始的階段。在佈局階段裡，黑白雙方通常各自為政，大致決定今後的作戰方針與勢力範圍，所以很少有短兵相接的情形出現。[2]
- 定式：又稱為「定石」，在佈局階段，黑白雙方在角隅發生接觸戰而各盡其善的下法；例：「碰長定石」、「碰擋定石」。記住的定石愈多，佈局的下法就愈靈活。[2]
- 脫先：日文手拔，暫不理會對方著法而改下他處，爭取先手。
- 擱置：局部不利或者沒有適當的著法時，先選擇改下別處，避免在困難局部浪費過多時間和資源，等到更合適的時機再回來處理。
- 虛手：一方認定無權爭點或無點可爭而放棄落子，乃置一子於棋盤右下角，表示「虛手」－－放棄落子。對手若不同意則可繼續下，雙方都同意虛手，棋局結束進入計地。
- 投子：如有一方認定局勢已敗要認輸，可以「投子」。「投子」就是在棋盤上任意處擺兩顆棋子，代表「我已經投降認輸」。
- 打掛：若中盤因故須臨時暫停棋局可以選擇「打掛」，即是在棋盤邊擺三顆棋子，代表這一盤棋先暫停，之後再繼續完成。然而打掛需要對手的同意，現今的任何比賽也不能隨意打掛，須經棋局裁判同意方能行使。
- 斷點：切斷對方棋子連結的關鍵位子。
- 補斷：又稱「補斷點」，當己方棋形出現斷點，需設法「補斷點」，常見手法有「長、尖、飛、扳、虎」不等。
- 實利：已經幾乎確定能獲得的領地，相對於外勢而言，實利的變數較小。
- 外勢：一般相對於實利而言，指一塊己方強大的棋面朝較寬廣的方向，雖然尚未實際圍成地盤，但具有很大的發展潛力，可用以圍成很大的空或藉以攻擊對手棋子。
- 見合：棋盤中有兩個好點，可以任意選擇一個點，都能達到己方目的。
- 中盤：過了佈局階段以後，彼此為了擴張領土，就會侵犯鄰地，發生你死我活的戰略，直到戰爭逐漸平息，大勢明朗之前，稱為「中盤戰」。[2]
- 收官：布局——中盤戰結束後，黑白雙方都要整理一下自己的領土，這叫做「收官」。收官的階段完成後，雙方涇渭分明，彼此的地域劃分得非常清楚。[2]
- 大官：目數較大的官子。
- 小官：目數較小的官子。
- 單官：沒有目數的官子。
- 終局：收官漸近尾聲時，雙方開始互爭一目得失，等雙方的地盤都再也無法增損一目時，便是「終局」，或稱為「終盤」。但終局通常指最後一手的剎那，終盤則泛指中盤戰結束到終局之間的收官階段。[2]
- 整地：為了易於計算數而重整雙方地形，謂之「整地」。[2]

### 三字及以上
- 關門吃：叫吃對方被封出的棋子，使對方即使想逃出也長不出氣的走法，也就是使對方就算走下一手也一樣處於被叫吃的狀態。
- 双叫吃：一次叫吃兩塊棋子，對方不能兼顧兩邊之下總會使一塊被吃掉。
- 小馬步：同「飛」。
- 大馬步：同「大飛」。
- 滚打包收：利用對方棋子氣緊的弱點連續叫吃，以破壞對手棋型的下法。
- 大头鬼：指一種特殊棋型，透過一路立下的棄子與撲的手筋將對手的棋子走在一路、沒有眼也沒有氣的狀態之後殺掉。
- 金雞獨立：指一種關乎死活的棋型。利用對方棋子不入氣的弱點一路立下，間接使自己多一氣的下法。
- 倒脫靴：因為邊上的特殊性，斷掉對方一塊棋後形成「關門吃」的棋型。
- 仙鶴伸腿：邊上的特殊收官手段。己方二路有子且沒有被阻擋的情況下，大飛到一路的破空收官手段。

## 圍棋諺語
- 寧輸數子，勿失一先
- 高者在腹，下者在邊，中者佔角
- 敵之要點為我之要點
- 二子頭必扳
- 有眼殺無眼
- 金角銀邊草肚皮
- 六死八活
- 厚勢不圍

## 其他语言的围棋术语
| 中文 | 英文   | 日文   | 韩文 |
| ---- | ------ | ------ | ---- |
| 打吃 | Atari  | 当たり | 단수 |
| 定式 | Joseki | 定石   | －   |

英语中的围棋术语大多来源于日语，且以直接音译为主，只有少数术语可从字面揣摩其含义(比如ladder-征子)。

## 外部連結
- 圍棋術語列表（页面存档备份，存于）